# Allan Preston
Allan Preston (Leith, 16 agosto 1989) è un allenatore di calcio ed ex calciatore scozzese, di ruolo difensore.

## Carriera

### Giocatore
Terzino sinistro, vanta 5 presenze nelle competizioni UEFA per club.

## Palmarès

### Giocatore

#### Competizioni nazionali
- Scottish Championship: 1

St. Johnstone: 1996-1997